# Filip Taras
Filip Taras h. Kurcz (ur. 1741, zm. 28 sierpnia 1831 w Poberezanach k. Hrubieszowa) – prawosławny zubożały szlachcic, bliski współpracownik Stanisława Staszica, współtwórca Towarzystwa Rolniczego Hrubieszowskiego (inaczej Rolnicze Towarzystwo Wspólnego Ratowania się w Nieszczęściach). Członek pierwszej Rady Gospodarczej Towarzystwa.